# Meccano
Meccano (Мекано) — это серия развивающих игрушек, представляющих собой наборы деталей для сборки и моделирования разнообразных предметов (конструкторы).
Основой наборов являются пластины с отверстиями, которые могут соединяться с помощью болтов и гаек, прилагающихся в наборе. В наборы также может входить множество других деталей: прежде всего, колёса, шпильки, шестерни, шкивы, а также такие детали, как электродвигатели. Наборы позволяют собирать модели автомобилей, самолётов, кораблей, зданий и даже действующих роботов. Конструктор Meccano изобрёл в 1901 году Франк Хорнби. Он основал в 1908 году компанию Meccano Ltd, занимавшуюся также производством масштабных моделей и наборов для железнодорожного моделизма.
Как отмечает историк Шарлотта Слэй: "С начала 20-го века эта игрушка, которую можно собрать на болтах, стала воротами для участия взрослых в науке и технике". 
Конструкторы Meccano были известны в СССР под названием «Мекано», аналогичные наборы выпускались под другими марками, самая распространённая — просто «Конструктор».
Подаренный в детстве С. П. Капице, конструктор стал тогда любимой забавой его и его отца, будущего нобелевского лауреата П. Л. Капицы.

## Серии конструкторов Meccano

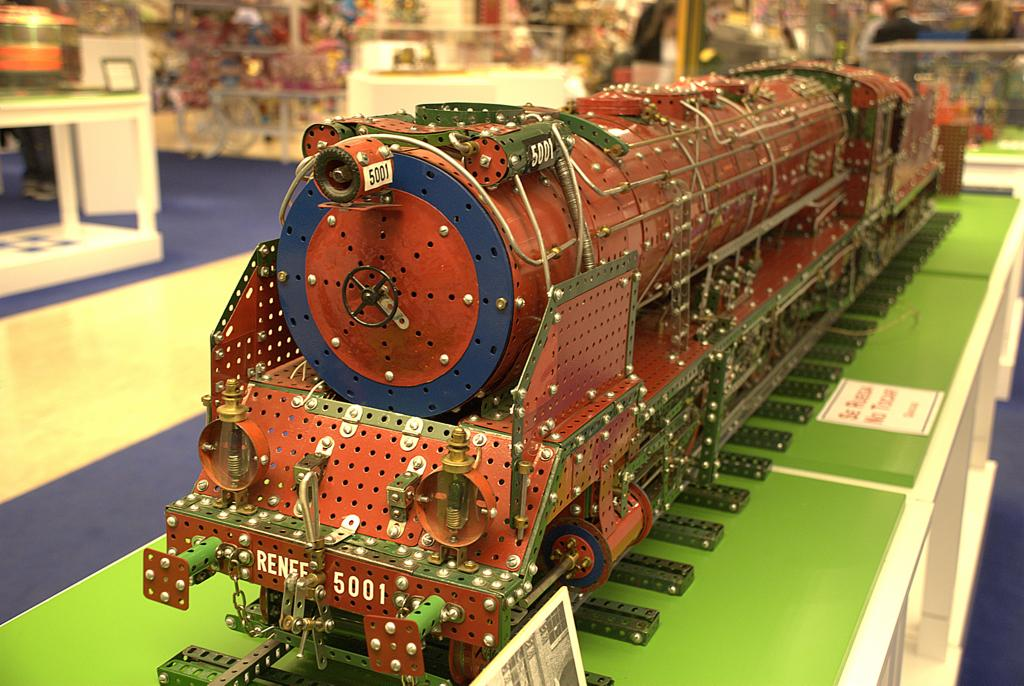
Модель паровоза, построенная из деталей конструктора Meccano

- KidsPlay (от двух лет)
- Construction (от пяти лет)
- Build and Play (от пяти лет)
- Rescue Team (от пяти лет)
- SpaceShaos (от семи лет)
- Turbo (от семи лет)
- Xtreme (от семи лет)
- Spykee (от семи лет)
- Tintin (от восьми лет)
- Multimodels (от восьми лет)
- Design (от восьми лет)